# Rejon alkiejewski
Rejon alkiejewski (ros. Альке́евский райо́н, tatar. Älki Rayonı) – rejon w należącej do Rosji autonomicznej republice Tatarstanu.
Rejon leży w południowej części kraju; jego ośrodkiem administracyjnym jest 
osiedle typu miejskiego Bazarnyje Mataki. Rejon ma powierzchnię 1726,8 km²; zamieszkuje go 18 675 osób (wg spisu z roku 2020).

## Geografia

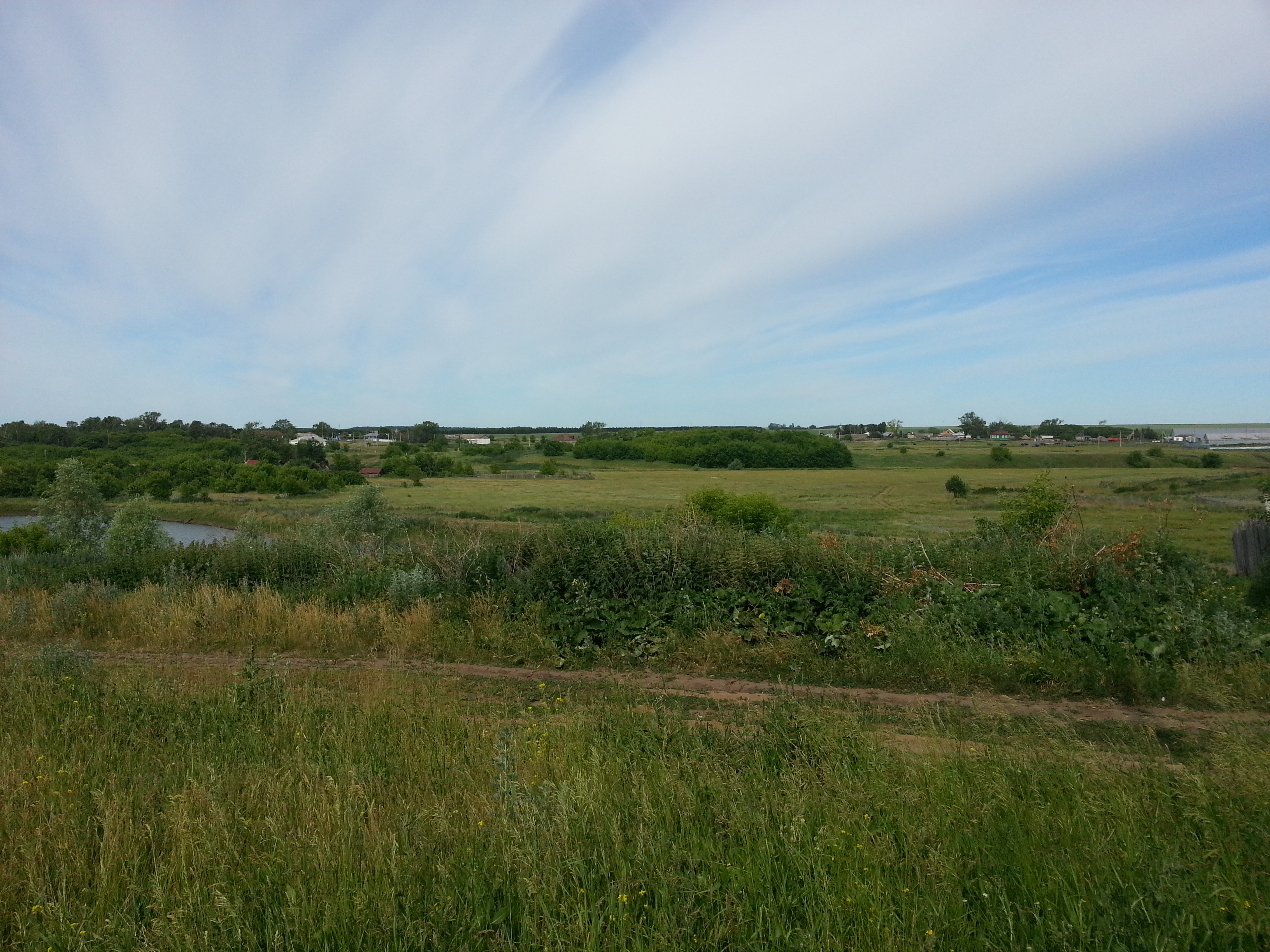

Okręg alkiejewski znajduje się w południowej części Republiki Tatarstanu. Od strony południowej graniczy z obwodami: samarskim i uljanowskim, zaś od północy, wschodu i zachodu z tatarstańskimi okręgami: spaskim, aleksiejewskim i nurłackim.
W północnej części rejonu alkiejewskiego przeważają tereny zalesione. Główne rzeki przepływające przez rejon to Mały Czeremszan (jej  dopływy to: Ata, Szija, Juchmaczka), Aktaj i Bezdna.